# Högdalstoppen

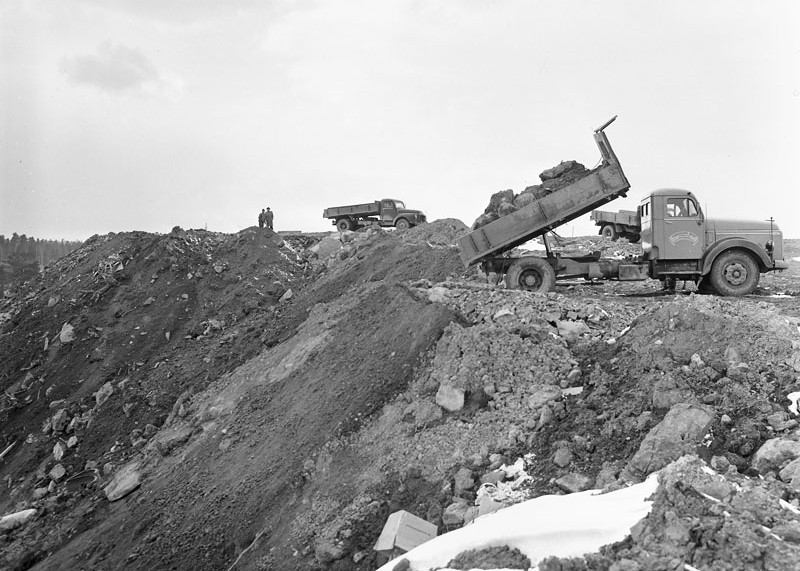
Högdalstippen börjar anläggas, 1957

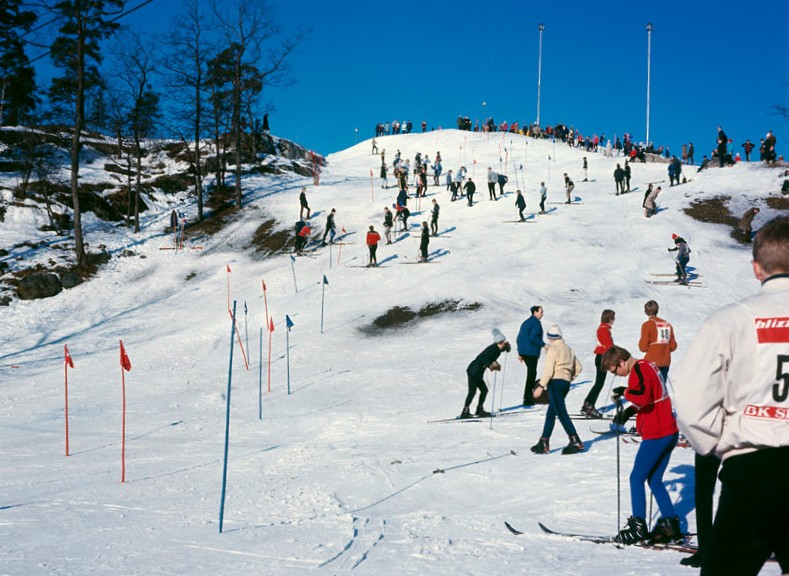
Slalom på Högdalstoppen, februari 1967

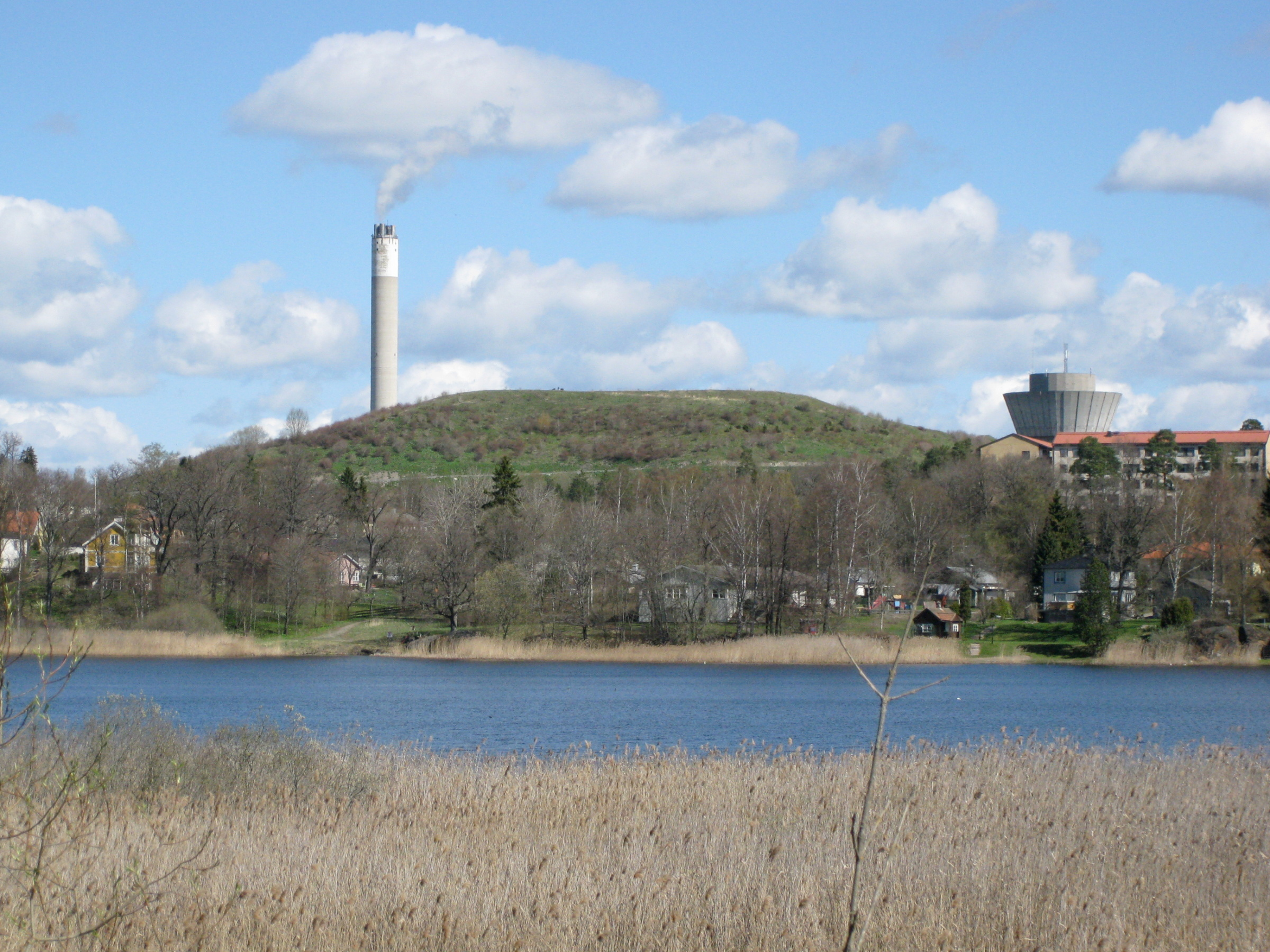
Högdalstoppen med Högdalenverket och Högdalsreservoaren i bakgrunden.

Högdalstoppen är tre konstgjorda höjder i Högdalen och Fagersjö i Söderort inom Stockholms kommun. 2005 öppnades en frisbeegolfbana på en av Högdalstopparna.

## Högdalstoppen nummer 1 (Högdalstoppen)
Högdalstoppen nummer 1 ligger i stadsdelen Högdalen och uppfördes av 65 miljoner kubikmeter tippmassor i slutet av 1950- och början av 1960-talet. Den ligger mellan Nynäsbanan och Högdalens industriområde. Dess topp ligger på 72 meter över havet och därifrån har man utsikt över bland annat Stockholms innerstad. På den finns även två skidbackar, högsta fallhöjd är 43 meter. En skidlift på 160 meter invigdes 16 januari 1966, men den monterades ned 1996. En rodelbana anlades 1965, och utökades till 550 meter 1991. 1994 stängdes båda anläggningarna. 1969 öppnade Ninni Dannemann Högdalens Skidlift på Högdalstoppen som hon drev fram till 1989. På Högdalstoppen åkte bland annat Ingemar Stenmark och Jean Claude Killy en uppvisningstävling den 3 januari 1975. Roy Skis omtalade Hot-Dog show med volter och annat var även här och showade på 1970-talet. 
Under 1980-talet samlades ofta Stockholm Suburban Surfers medlemmar för att åka snowboard som på den tiden ofta saknade stålkanter. Medlemmarna fick gå upp för backarna då liftar saknades. Året 1999 arrangerade föreningen Stockholm Suburban Surfers första Highvalley Classic, en skateboardfest som 9 gånger senare växte till hundratalet deltagare och över 2000 åskådare under 2004. Detta event var starten för projektet Highvalley Skatepark, Europas största skatepark som anlades mellan två av Högdalstopparna. 
År 2007 byggdes kulturhuset Cyklopen på en angränsande tomt men förstördes i en brand i november 2008. År 2013 öppnades ett nytt kulturhus närmare tunnelbanestationen i Högdalen. 

## Högdalstoppen nummer 2 (Hökarängstoppen)
Högdalstoppen nummer 2 ligger i stadsdelen Hökarängen och anlades i början av 1970-talet. Den ligger strax öster om Högdalstoppen nummer 1. Dess topp ligger på 102 meter över havet och är den högsta punkten i Stockholms stad. Berget kan nås via promenadväg från Fagersjövägen 200. På en lägre platå står Högdalsreservoaren ritad av arkitekt Nils Sterner och färdigställd 1962. Från toppen har man god utsikt över Söderort och innerstaden, och man ser även Hässelby strand, Handen, Tyresö kommun, Lidingö kommun och Solna kommun. Koordinaterna är 59°15′22,50″ nord och 18°04′00,38″ öst.

## Högdalstoppen nummer 3 (Fagersjötoppen)
Högdalstoppen nummer 3 ligger i stadsdelen Fagersjö och är uppförd av 1,5 miljoner kubikmeter tippmassor. Den påbörjades i slutet av 1980-talet och färdigställdes 2001. Höjden är 95 meter över havet. Den ligger sydväst om Högdalstoppen 2 nära Högdalsreservoaren. I samband med Stockholm stads utveckling av området har det funnits planer på att höja denna topp till 103 meter över havet.

## Utveckling av området
Det har under åren funnits många planer på att utveckla området och en del av planerna har realiserats. Mycket är dock fortfarande ogjort. Enligt ett utvecklingsprogram, beställt av Stockholms stad 2006, föreslås Högdalstopparna utvecklas till ett attraktivt och välbesökt rekreationsområde med stora möjligheter till spontanidrott, friluftsliv, naturupplevelser och kulturella upplevelser.